# Regeneração
Regeneração là một đô thị thuộc bang Piauí, Brasil. Đô thị này có diện tích 1257,157 km², dân số năm 2007 là 17615 người, mật độ 14,01 người/km².